# 大阪出入国在留管理局関西空港支局
大阪出入国在留管理局関西空港支局（おおさかしゅつにゅうこくざいりゅうかんりきょくかんさいくうこうしきょく）は、大阪府泉南郡田尻町にある法務省出入国在留管理庁の地方支分部局である大阪出入国在留管理局の支局。大阪府のうち関西国際空港の区域を管轄している。出入国管理及び難民認定法に基づき、外国人の入出国・在留・違反手続、難民認定に関する調査等の行政事務を担当する。

## 内部組織
- 大阪出入国在留管理局関西空港支局長（官職・入国審査官）
  - 次長（官職・入国審査官）
  - 審査監理官（官職・入国審査官）
  - 総務課
  - 審判部門
  - 偽変造文書対策室
  - 首席審査官12人（官職・入国審査官）
    - 審査管理担当（審査管理部門）
    - 第一審査担当（第一審査部門）
    - 第二審査担当（第二審査部門）
    - 第三審査担当（第三審査部門）
    - 第四審査担当（第四審査部門）
    - 第五審査担当（第五審査部門）
    - 第六審査担当（第六審査部門）
    - 第七審査担当（第七審査部門）
    - 第八審査担当（第八審査部門）
    - 第九審査担当（第九審査部門）
    - 第十審査担当（第十審査部門)

  - 首席入国警備官（官職・入国警備官）
    - （警備部門）

## その他
同支局所属の審査官が、2008年5月から9月にかけ日本人生徒と共に海外へ修学旅行に行った大阪･奈良の両府県の高校に通う外国国籍の生徒計7人に対し、本来ならば事前申請によって免除されているはずの指紋採取と顔写真撮影を行っていたことが、同年11月にわかった。いずれも免除対象者であることを示す用紙をパスポートと共に提示していたが、審査官が見落としていたという。同支局は、各学校からの抗議を受け謝罪し、削除を通知した。